# 永安桥 (吴兴)
永安桥为位于中国浙江省湖州市吴兴区朝阳街道小西街木桥南弄北端的一座三孔二墩排柱墩式石梁桥，南北向横跨市河（为西苕溪的一部分）。该桥始建于明代，原为木桥，清道光八年（1828）改为石桥。钮氏状元厅与钮氏旧宅本仁堂隔河相望，此桥是沟通两者的纽带。现为2015年修缮。

## 图集
- 南侧端部
- 南侧中部
- 西南角抱鼓石及栏杆原件
- 东南角抱鼓石及栏杆原件
- 自桥上南望木桥南弄
- 自桥上东望市河